# Грегер, Макс
Макс Грегер (нем. Max Greger; 2 апреля 1926, Мюнхен — 15 августа 2015, там же) — популярный в Европе немецкий саксофонист и дирижёр, руководитель джаз-оркестра.

## Биография
Макс Грегер родился и вырос в Мюнхене. В детстве ему подарили аккордеон, что подтолкнуло его к совершенствованию в музыке. В Мюнхенской консерватории в конце 30-х годов Грегер освоил кларнет и саксофон. К концу Второй мировой войны Грегер начал выступать с различными джазовыми группами. В 1948 году он основал свой собственный секстет «Max-Greger-Sextett» и исполнял популярные в те времена композиции. Вскоре последовало признание и «Max-Greger-Sextett» начал выступать по Германии и Европе. В 1955 году Макс Грегер основал собственный биг-бэнд, с которым он записал более 3000 различных композиций, репертуар которых простирается от поп-музыки до джаза. С 1963 по 1977 у Грегера был контракт с Вторым каналом немецкого телевидения ZDF. Макс Грегер стал востребованным участником на многих публичных мероприятиях, шоу и студийных, телевизионных постановок в Германии.